# Tomás Kummer
Tomás Kummer (Rafaela, provincia de Santa Fe, Argentina, 10 de noviembre de 2004) es un futbolista argentino. Juega como defensor en Talleres de la Primera División de Argentina.

## Trayectoria
Tomás Kummer jugó en las divisiones inferiores de Talleres desde muy joven. Allí se destacó en todas las categorías y recibió citaciones a las selecciones Sub-15 y Sub-17 de Argentina. Fue promovido al plantel superior por el entrenador Alexander Medina en 2019. Con tan solo 14 años ya jugaba amistosos con el primer equipo, debutando frente a Patronato ese mismo año. Firmó su primer contrato con Talleres a la edad de 16 años y lo renovó al año siguiente.

## Selección nacional
Tomás Kummer fue convocado tanto a la selección Sub-15 como a la Sub-17 de Argentina. Con la primera fue campeón del Torneo Vlatko Markovic de Croacia en 2019, en la que anotó un gol en el primer partido ante Eslovaquia, y subcampeón del Sudamericano Sub-15 en el mismo año.

## Clubes
| Club     | País         | Año       |
| -------- | ------------ | --------- |
| Talleres | Argentina    | 2018-2024 |
| Aldosivi | 🇦🇷 Argentina | 2025      |